# Лахолм (община)
Община Лахолм (на шведски: Laholms kommun) е разположена в лен Халанд, югозападна Швеция с обща площ 907 km2 и население 23 517 души (към 31 декември 2013). Административен център е град Лахолм.